# Servante (møbel)
 For alternative betydninger, se Servante. (Se også artikler, som begynder med Servante)
En servante er et skabsmøbel af træ med en bordplade foroven. Møblet var meget anvendt på karle- og pigekamre eller på pensionatværelser for år tilbage. Servanten var bemalet. I 1970'erne fik servanterne en opblomstringstid, hvor de meget ofte blev afsyret, således at al bemalingen var borte.
Skabsdelen er med én skabslåge, hvor der bagved findes et rum, opdelt med hylde. Herover en skuffe lige under bordpladen. Bordpladen er i ét stykke, oftest af marmor, idet servanten tillige er blevet anvendt som 'vaskebord' til brug ved personlig hygiejne.
Til brug som vaskebord findes servantesæt. Et servantesæt består af et vaskefad samt en stor vandkande, begge dele i emaljeret jern.
Servanter findes også som trebenet opsats i jern, hvor fadet hviler i en ring foroven, kander står på en lille hylde nederst, hvor tyngdepunktet giver stabilitet, og i midten kan der være en lille hylde til en sæbeskål.
Servantestel er lige så ofte fremstillet af porcelæn eller fajance, især i de lidt finere udførelser.